# 天贞观
37°31′32″N 111°08′24″E / 37.52556°N 111.14000°E
天贞观位于中国山西省吕梁市离石区北郊凤山南麓，俗称凤山道院，2006年被列为第六批全国重点文物保护单位。
天贞观始建于宋，为祀奉道士陈希夷而建，元末被毁，明重建。观依山而建，分上下两院，占地约2000平方米，建筑面积1353平方米，现存三清殿、孙真人殿、读书楼、陈抟殿、黄宝坛玉皇楼、雷公殿、三官楼等建筑，附属建筑有老爷庙、土地庙、五道庙、石牌坊等。黄宝坛玉皇楼面阔进深各三间，重檐歇山顶，副阶周匝。陈抟殿面阔三间，进深而建，单檐悬山顶，斗栱七铺作双抄单下昂。